# Carolyn Adel
Carolyn Adel (27 augustus 1978) is een Surinaams zwemster die twee keer heeft deelgenomen aan de Olympische Spelen.
De eerste keer betrof dat de Olympische Zomerspelen van 1996 in Atlanta (Verenigde Staten). Ze kwam daar uit in vier verschillende disciplines:
- 200 m vrije slag; 2.05,04 min. (28e plaats)
- 400 m vrije slag; 4.22,66 min. (30e plaats)
- 200 m wisselslag; 2.21,54 min. (31e plaats)
- 400 m wisselslag; 4.55,48 min. (22e plaats)

Geen van deze vier tijden waren goed genoeg om door te kunnen naar de volgende ronde.
Vier jaar later nam Carolyn Adel deel aan de Olympische Zomerspelen van 2000 in Sydney (Australië) waar ze uitkwam in twee disciplines:
- 200 m wisselslag; 2.19,17 min. (22e plaats)
- 400 m wisselslag; 4.57,90 min. (22e plaats)

Ook dit keer kwam ze niet verder dan de eerste ronde.